# CONCACAF Champions League 2016-2017
La CONCACAF Champions League 2016-2017 è stata la 52ª edizione della CONCACAF Champions League e la nona con questo formato. Il vincitore, il Pachuca, si è qualificata alla Coppa del mondo per club FIFA 2017.

## Formula
Le squadre partecipanti sono ventiquattro, provenienti dalle tre associazioni regionali che compongono la CONCACAF: la North American Football Union, la Unión Centroamericana de Fútbol e la Caribbean Football Union. Nove provenivano dal Nord America, dodici dalla zona del Centro America, e tre dai Caraibi.
Le squadre, per poter partecipare al torneo, devono rispettare i criteri imposti dalla CONCACAF in materia di stadi. Se le squadre aventi diritto a partecipare non hanno uno stadio casalingo in grado di soddisfare i criteri richiesti, possono indicarne un altro a norma nel proprio paese. Se un club non riuscisse a trovare un impianto adeguato per la competizione sarebbe escluso dalla manifestazione.
Le 24 squadre sono divise in otto gruppi da tre squadre ciascuno e si affrontano tra di loro in match di andata e ritorno. La prima classificata di ciascun gruppo ha accesso alla fase a eliminazione diretta.
Le otto squadre qualificate saranno classificate in base ai punti ottenuti nel girone e poi accoppiate seguendo un tabellone di tipo tennistico. Ciascun turno della fase a eliminazione diretta (quarti di finale, semifinali e finale) svolgerà con incontri di andata e ritorno. In caso di parità nel risultato aggregato, il passaggio del turno è deciso applicando la regola dei gol fuori casa, la quale però non vale ai tempi supplementari.

## Date
| Fase                        | Turno            | Sorteggio                         | Andata               | Ritorno              |
| --------------------------- | ---------------- | --------------------------------- | -------------------- | -------------------- |
| Fase a gironi               | Prima giornata   | 30 maggio 2016 (Miami Beach, USA) | 2-4 agosto 2016      | 2-4 agosto 2016      |
| Fase a gironi               | Seconda giornata | 30 maggio 2016 (Miami Beach, USA) | 16-18 agosto 2016    | 16-18 agosto 2016    |
| Fase a gironi               | Terza giornata   | 30 maggio 2016 (Miami Beach, USA) | 23-25 agosto 2016    | 23-25 agosto 2016    |
| Fase a gironi               | Quarta giornata  | 30 maggio 2016 (Miami Beach, USA) | 13-15 settembre 2016 | 13-15 settembre 2016 |
| Fase a gironi               | Quinta giornata  | 30 maggio 2016 (Miami Beach, USA) | 27-29 settembre 2016 | 27-29 settembre 2016 |
| Fase a gironi               | Sesta giornata   | 30 maggio 2016 (Miami Beach, USA) | 18-20 ottobre 2016   | 18-20 ottobre 2016   |
| Fase a eliminazione diretta | Quarti di finale | 30 maggio 2016 (Miami Beach, USA) | 21-23 febbraio 2017  | 1-2 marzo 2017       |
| Fase a eliminazione diretta | Semifinali       | 30 maggio 2016 (Miami Beach, USA) | 14-15 marzo 2017     | 4-5 aprile 2017      |
| Fase a eliminazione diretta | Finale           | 30 maggio 2016 (Miami Beach, USA) | 18 aprile 2017       | 26 aprile 2017       |

## Squadre partecipanti
| Nazione             | Club                | Qualificazione |
| ------------------- | ------------------- | --- |
| Messico 4 posti     | Tigres UANL         | Campione Torneo Apertura 2015                                                                                       |
| Messico 4 posti     | Pumas UNAM          | Finalista Torneo Apertura 2015                                                                                      |
| Messico 4 posti     | Pachuca             | Campione Torneo Clausura 2016                                                                                       |
| Messico 4 posti     | Monterrey           | Finalista Torneo Clausura 2016                                                                                      |
| Stati Uniti 4 posti | Portland Timbers    | Campione MLS 2015                                                                                                   |
| Stati Uniti 4 posti | N.Y. Red Bulls      | Vincitore MLS Supporters' Shield 2015                                                                               |
| Stati Uniti 4 posti | FC Dallas           | Vincitore Western Conference MLS 2015                                                                               |
| Stati Uniti 4 posti | Sporting K.C.       | Vincitore U.S. Open Cup 2015                                                                                        |
| Costa Rica 2 posti  | Saprissa            | Campione Campionato de Invierno 2015                                                                                |
| Costa Rica 2 posti  | Herediano           | Campione Campionato de Verano 2016                                                                                  |
| El Salvador 2 posti | Alianza             | Campione Torneo Apertura 2015                                                                                       |
| El Salvador 2 posti | Dragón              | Campione Torneo Clausura 2016                                                                                       |
| Guatemala 2 posti   | Antigua GFC         | Campione Torneo Apertura 2015                                                                                       |
| Guatemala 2 posti   | Suchitepéquez       | Campione Torneo Clausura 2016                                                                                       |
| Honduras 2 posti    | Honduras Progreso   | Campione Torneo Apertura 2015                                                                                       |
| Honduras 2 posti    | Olimpia             | Campione Torneo Clausura 2016                                                                                       |
| Panama 2 posti      | Árabe Unido         | Campione Torneo Apertura 2015                                                                                       |
| Panama 2 posti      | Plaza Amador        | Campione Torneo Clausura 2016                                                                                       |
| Belize 1 posto      | Police Utd          | Miglior classificato al termine della stagione regolare fra i due campioni della Premier League of Belize 2015-2016 |
| Canada 1 posto      | Vancouver Whitecaps | Vincitore Canadian Championship 2015                                                                                |
| Nicaragua 1 posto   | Real Estelí         | Miglior classificato al termine della stagione regolare fra i due campioni della Primera Divisiòn 2015-2016         |
| CFU 3 posti         | Central             | Campione Campionato per club CFU 2016                                                                               |
| CFU 3 posti         | W Connection        | Finalista Campionato per club CFU 2016                                                                              |
| CFU 3 posti         | Don Bosco           | Terzo nel Campionato per club CFU 2016                                                                              |

## Fase a gironi

### Gruppo A
|                   | WCO   | HPR   | PUM   |
| W Connection      |       | 1 - 1 | 2 - 4 |
| Honduras Progreso | 1 - 0 |       | 2 - 1 |
| Pumas UNAM        | 8 - 1 | 2 - 0 |       |

| Squadra           | Pt | G | V | N | P | GF | GS | DR  |
| ----------------- | -- | - | - | - | - | -- | -- | --- |
| Pumas UNAM        | 9  | 4 | 3 | 0 | 1 | 15 | 5  | +10 |
| Honduras Progreso | 7  | 4 | 2 | 1 | 1 | 4  | 4  | 0   |
| W Connection      | 1  | 4 | 0 | 1 | 3 | 4  | 14 | -10 |

### Gruppo B
|                  | DRA   | SAP   | POR   |
| Dragón           |       | 0 - 0 | 1 - 2 |
| Saprissa         | 6 - 0 |       | 4 - 2 |
| Portland Timbers | 2 - 1 | 1 - 1 |       |

| Squadra          | Pt | G | V | N | P | GF | GS | DR |
| ---------------- | -- | - | - | - | - | -- | -- | -- |
| Saprissa         | 8  | 4 | 2 | 2 | 0 | 11 | 3  | +8 |
| Portland Timbers | 7  | 4 | 2 | 1 | 1 | 7  | 7  | 0  |
| Dragón           | 1  | 4 | 0 | 1 | 3 | 2  | 10 | -8 |

### Gruppo C
|                | CEN   | VAN   | SKC   |
| Central        |       | 0 - 1 | 2 - 2 |
| Van. Whitecaps | 4 - 1 |       | 3 - 0 |
| Sporting K.C.  | 3 - 1 | 1 - 2 |       |

| Squadra             | Pt | G | V | N | P | GF | GS | DR |
| ------------------- | -- | - | - | - | - | -- | -- | -- |
| Vancouver Whitecaps | 12 | 4 | 4 | 0 | 0 | 10 | 2  | +8 |
| Sporting K.C.       | 4  | 4 | 1 | 1 | 2 | 6  | 8  | -2 |
| Central             | 1  | 4 | 0 | 1 | 3 | 4  | 10 | -6 |

### Gruppo D
|             | DON   | ARA   | MON   |
| Don Bosco   |       | 2 - 5 | 0 - 3 |
| Árabe Unido | 2 - 0 |       | 2 - 1 |
| Monterrey   | 3 - 0 | 2 - 3 |       |

| Squadra     | Pt | G | V | N | P | GF | GS | DR  |
| ----------- | -- | - | - | - | - | -- | -- | --- |
| Árabe Unido | 12 | 4 | 4 | 0 | 0 | 12 | 5  | +7  |
| Monterrey   | 6  | 4 | 2 | 0 | 2 | 9  | 5  | +4  |
| Don Bosco   | 0  | 4 | 0 | 0 | 4 | 2  | 13 | -11 |

### Gruppo E
|               | POL   | OLI   | PAC    |
| Police United |       | 1 - 5 | 0 - 11 |
| Olimpia       | 4 - 0 |       | 4 - 4  |
| Pachuca       | 3 - 0 | 1 - 0 |        |

| Squadra    | Pt | G | V | N | P | GF | GS | DR  |
| ---------- | -- | - | - | - | - | -- | -- | --- |
| Pachuca    | 10 | 4 | 3 | 1 | 0 | 19 | 4  | +15 |
| Olimpia    | 7  | 4 | 2 | 1 | 1 | 13 | 6  | +7  |
| Police Utd | 0  | 4 | 0 | 0 | 4 | 1  | 23 | -22 |

### Gruppo F
|                | ALI   | ANT   | NYR   |
| Alianza        |       | 1 - 1 | 1 - 1 |
| Antigua GFC    | 1 - 3 |       | 0 - 0 |
| N.Y. Red Bulls | 1 - 0 | 3 - 0 |       |

| Squadra        | Pt | G | V | N | P | GF | GS | DR |
| -------------- | -- | - | - | - | - | -- | -- | -- |
| N.Y. Red Bulls | 8  | 4 | 2 | 2 | 0 | 5  | 1  | +4 |
| Alianza        | 5  | 4 | 1 | 2 | 1 | 5  | 4  | +1 |
| Antigua GFC    | 2  | 4 | 0 | 2 | 2 | 2  | 7  | -5 |

### Gruppo G
|              | PLA   | HER   | TIG   |
| Plaza Amador |       | 1 - 1 | 1 - 0 |
| Herediano    | 2 - 0 |       | 1 - 3 |
| Tigres UANL  | 3 - 1 | 3 - 0 |       |

| Squadra      | Pt | G | V | N | P | GF | GS | DR |
| ------------ | -- | - | - | - | - | -- | -- | -- |
| Tigres UANL  | 9  | 4 | 3 | 0 | 1 | 9  | 3  | +6 |
| Herediano    | 4  | 4 | 1 | 1 | 2 | 4  | 7  | -3 |
| Plaza Amador | 4  | 4 | 1 | 1 | 2 | 3  | 6  | -3 |

### Gruppo H
|               | EST   | SUC   | DAL   |
| Real Estelí   |       | 1 - 1 | 1 - 1 |
| Suchitepéquez | 1 - 0 |       | 2 - 5 |
| Dallas        | 2 - 1 | 0 - 0 |       |

| Squadra       | Pt | G | V | N | P | GF | GS | DR |
| ------------- | -- | - | - | - | - | -- | -- | -- |
| FC Dallas     | 8  | 4 | 2 | 2 | 0 | 8  | 4  | +4 |
| Suchitepéquez | 5  | 4 | 1 | 2 | 1 | 4  | 6  | -2 |
| Real Estelí   | 2  | 4 | 0 | 2 | 2 | 3  | 5  | -2 |

## Fase a eliminazione diretta
Le otto squadre qualificate dalla fase a gironi si affrontano in partite di andata e ritorno a eliminazione diretta. Gli accoppiamenti sono definiti in base al rendimento nella fase a gironi.

### Classificazione delle squadre qualificate
| Pos. | Squadra             | Pt | G | V | N | P | GF | GS | DR  |
| ---- | ------------------- | -- | - | - | - | - | -- | -- | --- |
| 1.   | Vancouver Whitecaps | 12 | 4 | 4 | 0 | 0 | 10 | 2  | +8  |
| 2.   | Árabe Unido         | 12 | 4 | 4 | 0 | 0 | 12 | 5  | +7  |
| 3.   | Pachuca             | 10 | 4 | 3 | 1 | 0 | 19 | 4  | +15 |
| 4.   | Pumas UNAM          | 9  | 4 | 3 | 0 | 1 | 15 | 5  | +10 |
| 5.   | Tigres UANL         | 9  | 4 | 3 | 0 | 1 | 9  | 3  | +6  |
| 6.   | Saprissa            | 8  | 4 | 2 | 2 | 0 | 11 | 3  | +8  |
| 7.   | FC Dallas           | 8  | 4 | 2 | 2 | 0 | 8  | 4  | +4  |
| 8.   | N.Y. Red Bulls      | 8  | 4 | 2 | 2 | 0 | 5  | 1  | +4  |

### Tabellone
|  | Quarti di finale    | Quarti di finale    | Quarti di finale | Quarti di finale | Quarti di finale |  |  | Semifinali          | Semifinali          | Semifinali  | Semifinali  | Semifinali |   |   | Finale  | Finale  | Finale | Finale | Finale |  |
|  |                     |                     |                  |                  |                  |  |  |                     |                     |             |             |            |   |   |         |         |        |        |        |  |
|  | Saprissa            | Saprissa            | 0                | 0                | 0                |  |  |                     |                     |             |             |            |   |   |         |         |        |        |        |  |
|  | Pachuca             | Pachuca             | 0                | 4                | 4                |  |  | Pachuca             | Pachuca             | 1           | 3           | 4          |   |   |         |         |        |        |        |  |
|  | FC Dallas           | FC Dallas           | 4                | 1                | 5                |  |  | FC Dallas           | FC Dallas           | 2           | 1           | 3          |   |   |         |         |        |        |        |  |
|  | Árabe Unido         | Árabe Unido         | 0                | 2                | 2                |  |  |                     |                     |             |             |            |   |   | Pachuca | Pachuca | 1      | 1      | 2      |  |
|  | Tigres UANL         | Tigres UANL         | 1                | 3                | 4                |  |  |                     |                     | Tigres UANL | Tigres UANL | 1          | 0 | 1 |         |         |        |        |        |  |
|  | Pumas UNAM          | Pumas UNAM          | 1                | 0                | 1                |  |  | Tigres UANL         | Tigres UANL         | 2           | 2           | 4          |   |   |         |         |        |        |        |  |
|  | N.Y. Red Bulls      | N.Y. Red Bulls      | 1                | 0                | 1                |  |  | Vancouver Whitecaps | Vancouver Whitecaps | 0           | 1           | 1          |   |   |         |         |        |        |        |  |
|  | Vancouver Whitecaps | Vancouver Whitecaps | 1                | 2                | 3                |  |  |                     |                     |             |             |            |   |   |         |         |        |        |        |  |

### Quarti di finale
Le gare d'andata si sono giocate tra il 21 e il 23 febbraio 2017, quelle di ritorno tra il 28 febbraio e il 2 marzo.
| Squadra 1      | Totale | Squadra 2           | Andata | Ritorno |
| -------------- | ------ | ------------------- | ------ | ------- |
| Saprissa       | 0 - 4  | Pachuca             | 0 - 0  | 0 - 4   |
| N.Y. Red Bulls | 1 - 3  | Vancouver Whitecaps | 1 - 1  | 0 - 2   |
| Tigres UANL    | 4 - 1  | Pumas UNAM          | 1 - 1  | 3 - 0   |
| FC Dallas      | 5 - 2  | Árabe Unido         | 4 - 0  | 1 - 2   |

### Semifinali
Le gare d'andata si sono giocate il 14 e il 15 marzo 2017, quelle di ritorno il 4 e il 5 aprile.
| Squadra 1   | Totale | Squadra 2           | Andata | Ritorno |
| ----------- | ------ | ------------------- | ------ | ------- |
| Tigres UANL | 4 - 1  | Vancouver Whitecaps | 2 - 0  | 2 - 1   |
| FC Dallas   | 3 - 4  | Pachuca             | 2 - 1  | 1 - 3   |

### Finale
La gara d'andata si è giocata il 18 aprile 2017, quella di ritorno il 26.
| Squadra 1   | Totale | Squadra 2 | Andata | Ritorno |
| ----------- | ------ | --------- | ------ | ------- |
| Tigres UANL | 1 - 2  | Pachuca   | 1 - 1  | 0 - 1   |

## Statistiche

### Individuali

#### Classifica marcatori
Di seguito la classifica marcatori finale.
| Gol |  |  | Giocatore              | Squadra             |
| --- |  |  | ---------------------- | ------------------- |
| 8   |  |  | Hirving Lozano         | Pachuca             |
| 6   |  |  | Franco Jara            | Pachuca             |
| 5   |  |  | José González          | Árabe Unido         |
| 5   |  |  | Cristian Techera       | Vancouver Whitecaps |
| 4   |  |  | Oscar Guerrero         | Alianza             |
| 3   |  |  | Kellyn Acosta          | FC Dallas           |
| 3   |  |  | Marvin Angulo          | Saprissa            |
| 3   |  |  | Rolando Blackburn      | Saprissa            |
| 3   |  |  | Edwin Cardona          | Monterrey           |
| 3   |  |  | Carlo Costly           | Olimpia             |
| 3   |  |  | Eduardo Herrera        | Pumas UNAM          |
| 3   |  |  | Víctor Moncada         | Honduras Progreso   |
| 3   |  |  | Alfonso Nieto          | Pumas UNAM          |
| 3   |  |  | Yendrick Ruiz          | Herediano           |
| 3   |  |  | Jonathan Urretaviscaya | Pachuca             |